# Dromotectum
Dromotectum (лат.) — род вымерших рептилиоморфов из семейства быстровианид (Bystrowianidae) отряда хрониозухий (Chroniosuchia), известных из отложений верхней перми на территории Китая и нижнего триаса на территории России (259,1—247,2 млн лет назад).

## Строение
Средних размеров существа, вероятно, с латерально сжатым телом. Щитки изометрические или слегка вытянутые, сводчатые или крышеобразные в поперечном сечении, с почти параллельными слабо выпуклыми боковыми краями.
Dromotectum отличается от других родов семейства пропорциями щитков, более сильной поперечной конвексификацией последнего щитка и наличием заднего продольного гребня на вентральной стороне щитка.

## Классификация
По данным сайта Paleobiology Database, на январь 2018 года в род включают 3 вымерших вида:
- Dromotectum abditum Shishkin et al., 2014
- Dromotectum largum Liu et al., 2014
- Dromotectum spinosum Novikov & Shishkin, 2000typus

Типовой вид Dromotectum spinosum описан И. В. Новиковым и М. А. Шишкиным в 2000 году из нижнетриасовых отложений Самарской области. Голотип PIN 2424/23 найден в Старицкой формации Рыбинского горизонта.